# Sabina Classen

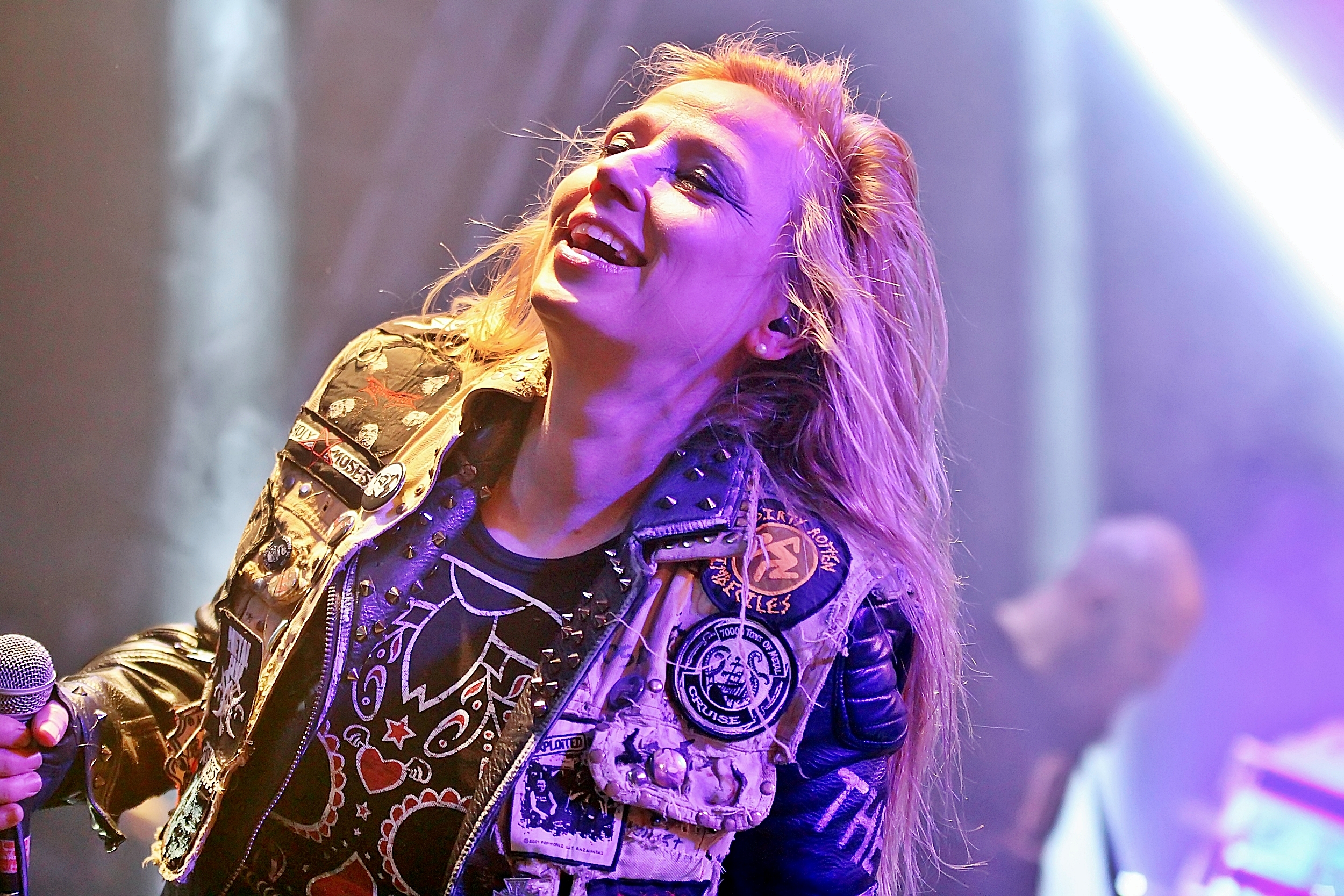
Sabina Classen mit Holy Moses bei einem Konzert in Bamberg 2019

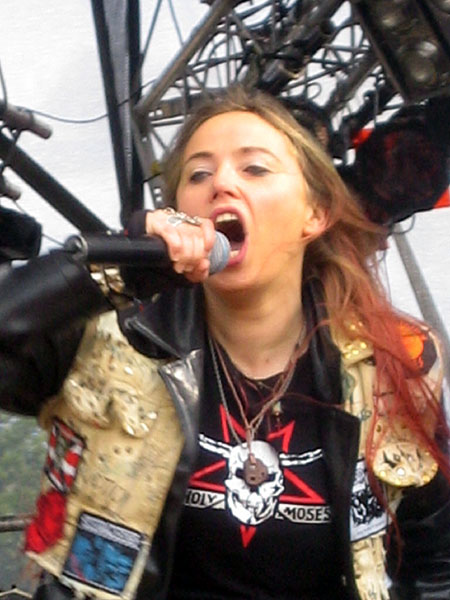
Sabina Hankel-Hirtz 2005 in Wacken

Sabina Hirtz (* 27. Dezember 1963 in Aachen, geschiedene Classen) ist eine deutsche Thrash-Metal-Sängerin und TV-Moderatorin. Sie war vor allem in den 1980er Jahren eine der wenigen Frauen im Thrash Metal und gilt insbesondere mit ihrer Aktivität in der Band Holy Moses als eine der bedeutendsten Frauen der Metalszene. Sie ist bekannt für ihren äußerst rauen Gesangsstil.

## Musikalischer Werdegang
Classen wuchs mit zwei jüngeren Geschwistern in Aachen auf. Über ihren 15 Jahre älteren Onkel Karl, der jüngere Bruder ihres Vaters, lernte sie Bands wie The Sweet, The Rolling Stones, Jimi Hendrix und Motörhead kennen. Außerdem war sie als Jugendliche regelmäßige Zuschauerin der ZDF-Fernsehsendung Disco mit Moderator Ilja Richter, bei der sie mit Mikrofon vor dem Fernsehgerät saß, um die dort gespielten Songs auf einem Kassettenrekorder aufzunehmen, was für Sabina Classen prägend war während ihrer musikalischen Sozialisation. Gemeinsam mit ihrem damaligen Freund und späteren Mann Andy Classen spielte sie Uriah-Heep- und Black-Sabbath-Cover in einer Band namens Disaster. Kurz darauf, im Jahr 1981, verließ Andy Classen Disaster und wurde Mitglied von Holy Moses. Während einer Probe im Dezember 1981 wurde der Sänger Iggy aus der Band geworfen, Sabina Classen nahm seinen Platz ein.
1986 beteiligte sie sich am X-Mas Project.
Nach der Scheidung von ihrem Ehemann Andy Classen, mit dem sie trotz der Trennung freundschaftlich verbunden blieb, machte Sabina Classen 1992 mit Holy Moses eine Pause und gründete Temple of the Absurd. Nach zwei Alben löste sich die Band im Jahr 2000 auf, gleichzeitig formierte Classen Holy Moses neu. Im Februar 2023 gab Classen bekannt, dass sich Holy Moses nach 43-jährigem bestehen nach einer Tour zu ihrer letzten Platte auflöst. Das letzte Konzert fand am 27. Dezember 2023, dem sechzigsten Geburtstag von Classen, in Hamburg statt.

### Diskografie

#### Mit Holy Moses
- siehe Holy Moses

### Gastbeiträge
- 1990: Howlin’ Mad: Gesang bei Drunk ’til Emptiness auf dem Album Insanity
- 1992: Warpath: Gesang Those Crawling Insects auf dem Album When War Begins… Truth Disappears.
- 1998: Onkel Tom Angelripper: Hintergrundgesang auf dem Album Ein Tröpfchen voller Glück.
- 2001: Powergod: Gesang bei Stars und Hintergrundgesang bei XXX auf dem Album Bleed for the Gods – That’s Metal Lesson I.
- 2005: Reckless Tide: Gesang bei Lebende Organverpflanzung und Reckless Tide auf dem Album Repent or Seal Your Fate.
- 2005: Torment: Gesang bei Please Don’t Touch auf dem Album Tormentation.
- 2007: Fall of Serenity Gesang bei Act of Grace und Hintergrundgesang auf dem Album The Crossfire.
- 2008: Doro: Gesang Celebrate (Full Metal Version) auf der EP Celebrate (The Night of the Warlock).
- 2013: Izegrim: Gesang bei Manifest of Megalomaniac auf dem Album Congress of the Insane.
- 2016: Doro: Gesang bei East Meets West auf dem Album Strong and Proud – 30 Years of Rock and Metal.
- 2018: SeelenWalzer: MeeresBlut auf dem Album Totgeglaubt.[6]

## Mediale Engagements
Bereits im Alter von 13 und 14 Jahren war sie als Reporterin für RTL Radio aktiv. Ende der 1980er war sie Moderatorin der Metal-Sendung Mosh auf RTL und ab 1997 bei der Online-Sendung Bullet-TV.
Von August 2011 bis September 2013 war sie als Therapeutin in der RTL2-Sendung „Das Messie-Team“ zu sehen. Im Dezember 2016 veröffentlichte sie unter ihrem Namen Sabina Hirtz mit Co-Autor Carsten Tergast das Sachbuch „Der Messie in uns: Wie wir Wohnung und Seele entrümpeln“ im Rowohlt Verlag. 2014 war sie als Therapeutin in der RTL2-Sendung „Teenager in Not“ zu sehen.

## Einflüsse
Wichtige Einflüsse für Sabina Classen sind Black Sabbath, Venom, Slayer, Possessed, Celtic Frost, Bathory, AC/DC, Motörhead und Kiss.

## Privates
Sabina Classen absolvierte eine Ausbildung zur staatlich anerkannten Heilpraktikerin auf dem Gebiet der Psychotherapie und machte sich mit einer eigenen Praxis selbständig.

## Werke
- mit N. Rose: Laut.Stark.Leben.: Zur Hölle mit den Selbstzweifeln!. Ariston, München 2025, ISBN 978-3-424-20308-0.
- mit C. Tergast: Der Messie in uns: Wie wir Wohnung und Seele entrümpeln. Rowohlt, Hamburg 2016, ISBN 978-3-499-63137-5.